# Al-Azhar-Universität Gaza

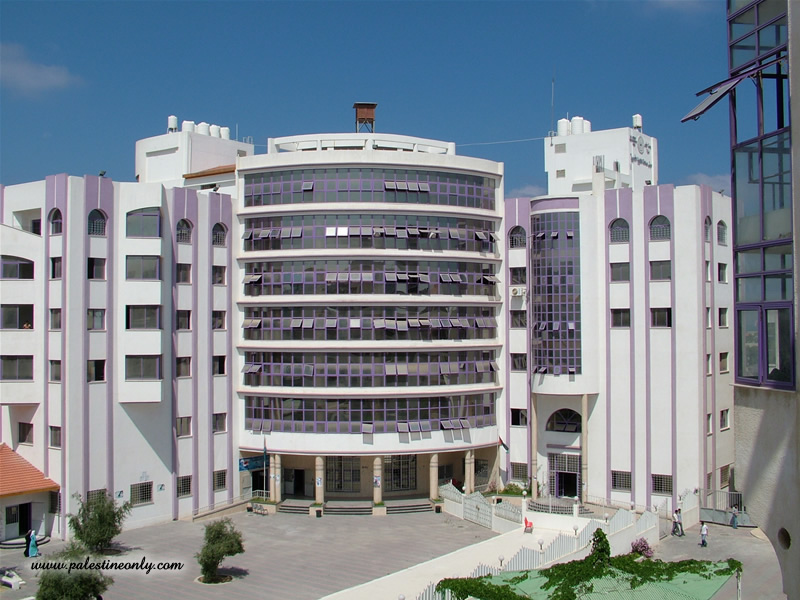
Kunstfakultät, al-Azhar-Universität

Die Al-Azhar-Universität Gaza (arabisch جامعة الأزهر بغزة Dschamiʿat al-Azhar bi-Ghazza, DMG Ǧāmiʿat al-Azhar bi-Ġazza) ist eine palästinensische, öffentliche und unabhängige Hochschuleinrichtung in Gaza-Stadt in den Palästinensischen Autonomiegebieten. Sie wurde 1991 gegründet und entwickelte sich zu einer der führenden Universitäten im Gazastreifen, bevor sie im Israel-Gaza-Krieg 2023/2024 schwer beschädigt wurde.

## Geschichte

### Gründung und frühe Entwicklung
Die Al-Azhar-Universität Gaza wurde am 18. Oktober 1991 durch ein Dekret des palästinensischen Führers Jassir Arafat während der Ersten Intifada gegründet. Das Ziel war die Schaffung einer palästinensischen nationalen Universität, die allen Schichten der palästinensischen Gesellschaft höhere Bildung ermöglichen sollte. Die Universität begann ihren Betrieb in einem zweistöckigen Gebäude mit 725 eingeschriebenen Studenten in zwei Fakultäten: der Fakultät für Bildung und der Fakultät für Scharia und Recht (heute Fakultät für Recht).
Die Planungen für die Universitätsgründung begannen bereits 1975, basierend auf dem Bedarf des palästinensischen Volkes nach höherer Bildung unter den demografischen, sozialen und wirtschaftlichen Bedingungen der israelischen Besatzung. Auf Antrag der Palästinensischen Befreiungsorganisation (PLO) erstellte die UNESCO eine Machbarkeitsstudie für das Universitätsprojekt, die 1980 abgeschlossen und von der UNESCO-Generalkonferenz genehmigt wurde. 1981 billigte der Palästinensische Nationalrat das Projekt, doch die israelische Invasion des Libanon verhinderte dessen Umsetzung bis 1985.
Die Universität eröffnete Ende 1985 einen vorübergehenden Hauptsitz in Amman mit der offiziellen Genehmigung des jordanischen Außenministeriums. Die Arbeit in der Zeit von 1985 bis 1991 konzentrierte sich auf die Vorbereitung von Studienplänen und Fakultäten, die Akkreditierung wissenschaftlicher Disziplinen und die Produktion von Bildungsmaterialien.

### Expansion und Entwicklung
1992 wurden vier weitere Fakultäten gegründet: die Fakultät für Pharmazie, die Fakultät für Landwirtschaft und Umwelt, die Fakultät für Naturwissenschaften und die Fakultät für Geistes- und Sozialwissenschaften, gefolgt von der Fakultät für Wirtschafts- und Verwaltungswissenschaften. Die Fakultät für Angewandte Medizinische Wissenschaften wurde 1997 in einer weiteren Entwicklungsphase der Universität gegründet, um den medizinischen Bedürfnissen der palästinensischen Gemeinschaft gerecht zu werden.
1999 wurde die medizinische Fakultät eröffnet, ein Zweig der palästinensischen medizinischen Fakultät der Al-Quds-Universität in Abu Dis, als erste medizinische Fakultät im Gazastreifen. Die Fakultät für Ingenieurwesen und Informationstechnologie wurde 2001 ins Leben gerufen, um mit neuen Erkenntnissen und Technologien Schritt zu halten. 2007 wurde die Fakultät für Zahnmedizin eröffnet, um die Mundgesundheitsversorgung der palästinensischen Gemeinschaft zu verbessern. Die Fakultät für Scharia wurde 2009 als eigenständige Fakultät wiedereröffnet.
2015 wurde das König-Hassan-II.-Gebäude für Umweltwissenschaften und Landwirtschaft auf dem neuen Campus im Gebiet Al-Mughraqa eingeweiht. Der Bau dieses Gebäudes wurde von König Mohammed VI. von Marokko finanziert. Zwei Gebäude, das Auditorium und die Fakultät für Geistes- und Sozialwissenschaften, wurden vom Saudi-Fonds für Entwicklung finanziert und sollten an den neuen Campus in Al-Mughraqa angegliedert werden.

### Zerstörung im Gaza-Krieg 2023/2024
Im Oktober und November 2023 wurden die Einrichtungen der Universität durch israelische Luftangriffe während der Bombardierung des Gazastreifens zerstört. Laut der Menschenrechtsorganisation Euro-Mediterranean Human Rights Monitor wurden das Hauptquartier der Al-Azhar-Universität in Gaza-Stadt und ihre Zweigstelle im Gebiet Al-Mughraqa durch wiederholte israelische Luftangriffe am 11. Oktober, 4. November und 21. November 2023 vollständig zerstört.
Die Israelischen Verteidigungsstreitkräfte führten im Dezember zusätzliche Sprengungen durch, nachdem sie behauptet hatte, Tunnel unter der Universität und in der Universität gelagerte Waffen entdeckt zu haben.
Die Universität erlitt während des Gaza-Krieges Verluste von mehr als 200 Millionen US-Dollar. Laut Universitätsangaben überstieg der geschätzte Gesamtschaden 221 Millionen US-Dollar.

## Struktur und Organisation

### Campus
Vor ihrer Zerstörung verfügte die Al-Azhar-Universität über drei Campus in Gaza-Stadt:
- Östlicher Campus: Beherbergte die natur- und technikwissenschaftlichen Fakultäten
- Westlicher Campus: Sitz der medizinischen und wirtschaftswissenschaftlichen Fakultäten
- Südlicher Campus: Neu errichteter Campus mit modernsten Einrichtungen für Studenten der Rechts-, Geistes-, Landwirtschafts- und Veterinärwissenschaften[15]

### Fakultäten
Die Universität umfasste vor ihrer Zerstörung zwölf Fakultäten:
- Fakultät für Landwirtschaft und Umwelt
- Fakultät für Angewandte Medizinische Wissenschaften
- Fakultät für Geistes- und Sozialwissenschaften
- Fakultät für Zahnmedizin
- Fakultät für Wirtschaftswissenschaften und Verwaltungswissenschaften
- Fakultät für Ingenieurwesen und Informationstechnik
- Fakultät für Pädagogik
- Fakultät für Rechtswissenschaft
- Fakultät für Medizin
- Fakultät für Pharmazie
- Fakultät für Naturwissenschaften
- Fakultät für Scharia

### Studienprogramme
Die Universität bot 121 akkreditierte Programme an, darunter:
- 80 Bachelor-Studiengänge
- 36 Master-Studiengänge
- 5 Promotions-Programme[17]

## Zahlen und Daten
Vor der Zerstörung hatte die Al-Azhar-Universität:
- Etwa 16.000 Undergraduate-Studenten[18]
- Etwa 700 Postgraduate-Studenten[19]
- 290 akademische Mitarbeiter[20]

Der aktuelle Präsident der Universität ist Omar K. A. Melad.

## Bedeutung und Auswirkungen
Die Al-Azhar-Universität Gaza war eine der drei größten öffentlichen Universitäten im Gazastreifen und Gründungsmitglied des Notfallkomitees der Universitäten in Gaza. Sie spielte eine wichtige Rolle in der palästinensischen Hochschullandschaft und trug zur Bildung aufeinanderfolgender palästinensischer Generationen bei.
Die Zerstörung der Universität im Gaza-Krieg 2023/2024 wird von Wissenschaftlern und Menschenrechtsorganisationen als Teil einer systematischen Zerstörung des Bildungssektors in Gaza betrachtet.

## Bekannte Absolventen
- Hiba Abu Nada (1991–2023), palästinensische Dichterin, Romanautorin und Ernährungswissenschaftlerin, getötet durch israelischen Luftangriff[24]
- Motaz Azaiza (* 1999), palästinensischer Fotojournalist
- Medo Halimy (2004/2005–2024), palästinensische Social-Media-Persönlichkeit und Vlogger, Student der Politikwissenschaft und Wirtschaft, getötet durch israelischen Luftangriff auf das Khan-Yunis-Flüchtlingslager[25]